# Low-Budget-Rallye

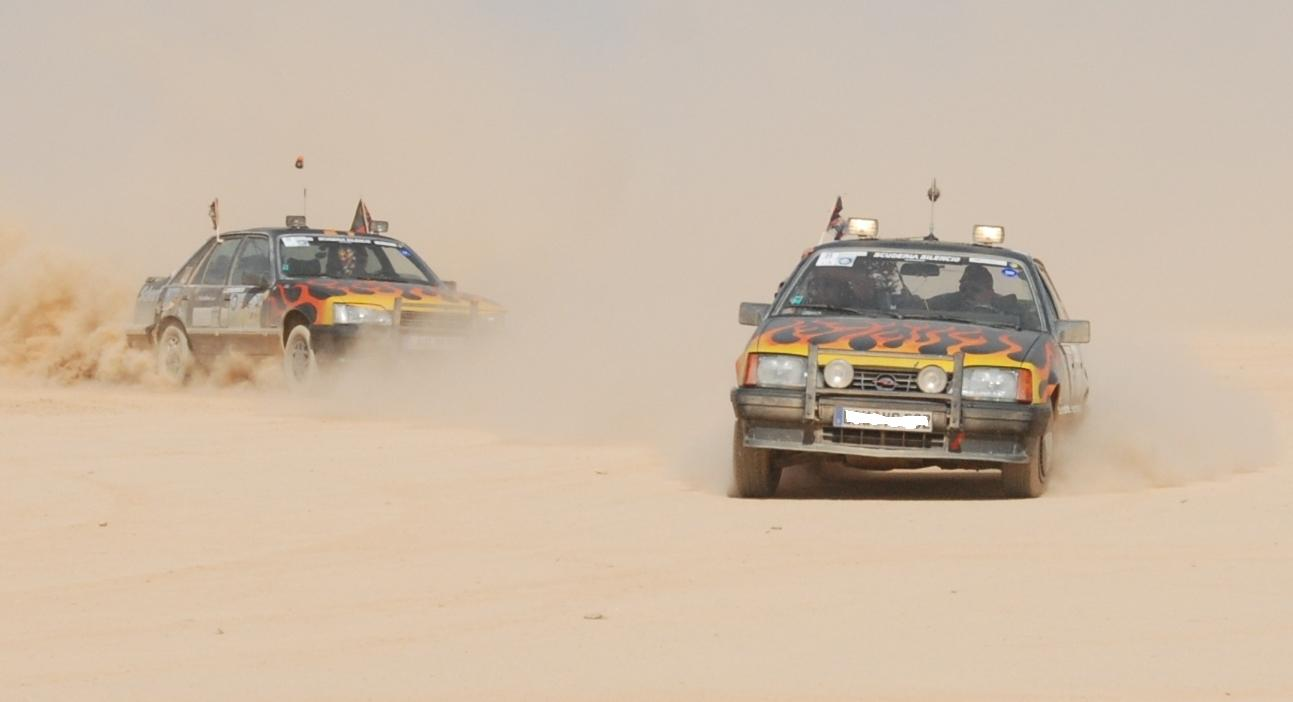
Ein Team der Allgäu-Orient-Rallye bei der Wüstensonderprüfung (2008)

Eine Low-Budget-Rallye ist eine Fahrzeug-Rallye, bei der der Spaßfaktor im Vordergrund steht und deren Teilnehmergebühren verhältnismäßig niedrig sind. Auch ist der Teilnehmerkreis nicht eingeschränkt. Oft werden die Rallyes an karitative und wohltätige Zwecke gebunden. Die Dauer kann von einigen Tagen bis hin zu einigen Wochen betragen. Die Rallyes finden auf normalen Straßen mit zugelassenen Fahrzeugen statt, wobei die Reglements oft ein Mindestalter oder einen Maximalpreis für die Teilnehmer-Fahrzeuge festlegen.

## Rallyes mit Startpunkt in Deutschland, Österreich und Schweiz
| Name                                 | Route | Dauer                            | Turnus                                                      | Fahrzeuge                                                            | Besonderheiten | Startgebühr |
| ------------------------------------ | --- | -------------------------------- | ----------------------------------------------------------- | -------------------------------------------------------------------- | --- | ----------- |
| Moped Rodeo Balkan                   | Von Kärnten über Slowenien, Bosnien, kroatisches Hinterland zur kroatischen Küste und über Slowenien, Italien zurück zum Startpunkt. | 1000 km 8 Tage                   | jährlich seit 2018                                          | Kleinkraftfahrräder, Mopeds, Mofa mit max. 50 ccm Hubraum            | - Kein Besenwagen - Das Ziel ist es gemeinsam durchzukommen - Kein Rennen - Mehrere Treffpunkte auf der Route - Mehrere Prüfungen auf der Route - Start und Ziel sind am gleichen Ort | € 390       |
| Moped Rodeo Österreich               | Postalm, Dachsteinstraße, Sölkpass, Nockalmstraße Goldeck Panoramastraße Villacher Alpenstraße Großglockner ...                      | 500 km 4 Tage                    | jährlich seit 2020                                          | Kleinkraftfahrräder, Mopeds, Mofa mit max. 50 ccm Hubraum            | - Kein Besenwagen - Das Ziel ist es gemeinsam durchzukommen - Kein Rennen - Mehrere Treffpunkte auf der Route - Mehrere Prüfungen auf der Route - Start und Ziel sind am gleichen Ort | € 250       |
| Allgäu-Orient-Rallye                 | Oberstaufen – Jordanien u. a. | 10–18 Tage                       | jährlich von 2006 bis 2017, weiter als Europa-Orient-Rallye | ab 20 Jahren oder bis € 1.111,11                                     | - Teams aus 2–3 Autos - keine Autobahnen - keine GPS-Navigation - maximal 666 km pro Tag                                                                                              |             |
| Rallye Dresden-Dakar-Banjul          | Dresden – Banjul (Gambia) | 7.000 km 20 Tage                 | halbjährlich seit 2006                                      |                                                                      | Fahrzeuge werden am Ende versteigert | € 850       |
| Challenge 500                        | verschiedene Routen, Start in Zürich                                                                                                 | 3.000 km                         | jährlich von 2007 bis 2016                                  | bis CHF 500                                                          | |             |
| Rallye München-Barcelona             | München – Barcelona | 4.000 km 8 Tage                  | jährlich seit 2009                                          | ab 20 Jahren                                                         | | € 690       |
| Baltic Sea Circle                    | Hamburg – Nordkap – Hamburg | 7.500 km 16 Tage                 | jährlich seit 2011                                          | ab 20 Jahren                                                         | - keine GPS-Navigation - keine Autobahnen | ab € 940    |
| Tajik Rally                          | München – Duschanbe (Tadschikistan)                                                                                                  | 11.000 km 26 Tage                | jährlich von 2011 bis 2017(?)                               |                                                                      | |             |
| The Great Escape                     | Koblenz – München | 1.300 km 3 Tage                  | 2011, 2015, 2017, 2022                                      | - bis £ 200 oder - Cabriolet bis 2.500 cm³                           | | ab £ 295    |
| Rallye 500                           | unterschiedliche Routen |                                  | jährlich 2012 bis 2015                                      |                                                                      | |             |
| CATrophy                             | unterschiedliche Routen, Startpunkt Egerkingen                                                                                       |                                  | jährlich seit 2014                                          | - ab 20 Jahren - bis CHF 2.020                                       | keine GPS-Navigation | ab CHF 679  |
| European 5000                        | München – Spanien – Brüssel | 5.000 km 13 Tage                 | jährlich seit 2014                                          | ab 20 Jahren                                                         | - keine GPS-Navigation | € 940       |
| Pothole Rodeo                        | unterschiedliche Routen | 2.000 bis 5.000 km 5 bis 12 Tage | mehrmals jährlich seit 2014                                 | - weniger als € 500 oder - maximal 50 PS oder - mehr als 500.000 km  | | ab € 480    |
| Alpen Rodeo                          | Gröbming/Steiermark – Italienische Riviera 30 Bergpässe                                                                              | 3.000 km 6 Tage                  | jährlich seit 2015                                          | - 3 Klassen - ab 20 Jahre - ggf. Mindest-Motorleistung               | | ab € 650    |
| Atlantic Pacific Ocean Drive         | Hamburg – Wladiwostok | 15.000 km 40–50 Tage             | erstmalig 2015                                              | ab 15 Jahren                                                         | keine GPS-Navigation | ab € 1000   |
| Carbage Run                          | unterschiedliche Routen | 5 Tage                           | mehrmals jährlich, seit 2017                                | - bis € 500 und - ab 15 Jahren                                       | Übernachtung auf gemeinsamen Campingplatz | € 399       |
| 20Nations – the rallye across europe | Bremen – Bremen 20 Länder in Mittel- und Südosteuropa                                                                                | 7.500 km 16 Tage                 | 2018 und 2019                                               | ab 20 Jahren                                                         | - keine GPS-Navigation - keine Autobahnen | € 750       |
| Europa-Orient-Rallye                 | Deutschland – Jordanien |                                  | jährlich seit 2018, vorher als Allgäu-Orient-Rallye         | - ab 20 Jahren oder - Autos bis € 999,99 - Motorräder bis 0,99 €/cm³ | - Teams aus 6 Personen - keine Autobahnen - keine GPS-Navigation - Maximalpreis für Übernachtungen                                                                                    | ab € 253,33 |
| European Mountain Summit             | München – Côte d’Azur | 1.500 km 4 Tage                  |                                                             | ab 20 Jahren                                                         | - keine GPS-Navigation | € 680       |
| Dirty Dust Rallye                    | Königssee – Spanien 7 Länder, vorgeschlagene Routenführung                                                                           | 3.500 km 7 Tage                  | jährlich ab 2021                                            | vorzugsweise 20 Jahre alt                                            | | € 650       |
| Balkan Express Abenteuer Rallye      | Dresden – Sofia – Salzburg | 4.000 km 14 Tage                 |                                                             | ab 20 Jahren                                                         | - keine GPS-Navigation | € 940       |

## Rallyes international
| Name                               | Route                                    | Dauer             | Turnus                       | Fahrzeuge                                  | Besonderheiten                           | Startgebühr |
| ---------------------------------- | ---------------------------------------- | ----------------- | ---------------------------- | ------------------------------------------ | ---------------------------------------- | ----------- |
| Banjul Challenge                   | Vereinigtes Königreich – Banjul (Gambia) | 6.000 km 3 Wochen | jährlich seit 2003           |                                            | Fahrzeuge werden am Ende gespendet       | £ 399       |
| Rust 2 Rome                        | Edinburgh – Rom                          | 9 Tage            | jährlich seit 2006           | bis £ 1000                                 | CB-Funk-Gerät wird gestellt              | ab £ 649    |
| The Italian Job                    | Reims – Nizza                            | 1.100 km 3 Tage   | 8 mal seit 2007              | - bis £ 200 oder - Cabriolet bis 2.500 cm³ |                                          | ab £ 295    |
| Mission Impossible                 | Reims – Prag                             | 1.500 km 3 Tage   | 2009, 2012, 2013, 2016, 2022 | - bis £ 200 oder - Cabriolet bis 2.500 cm³ |                                          | ab £ 295    |
| Dust and Diesel Rallye Humanitaire | Tarifa (Spanien) – St. Louis (Sénégal)   |                   | halbjährlich                 | Höherlegung erforderlich                   | Fahrzeuge werden in Mauretanien verkauft | € 920       |
| Knights of the Island              | Brüssel – Edinburgh                      | 3.500 km 10 Tage  | jährlich seit 2016           | ab 20 Jahren                               | keine GPS-Navigation                     | € 940       |
| Thundercrawl                       | Reims – Venedig                          | 3 Tage            |                              | - bis £ 200 oder - Cabriolet bis 2.500 cm³ |                                          | ab £ 295    |
| Three Wheels on India              | Mumbai – Chennai                         | 1.770 km          |                              | Autorikschas                               |                                          |             |